# Fran Brill
Frances Joan (Fran) Brill (Chester (Pennsylvania), 30 september 1946), is een Amerikaanse (stem)actrice en poppenspeelster.

## Biografie
Brill heeft een diploma van de Universiteit van Boston.
Ze is vooral bekend van Sesame Street waarin zij vanaf 1970 speelt, toen de serie net was begonnen. Zij speelt de rol van de poppen Zoë, die zij ook de naam gegeven heeft, en Miesje Mooi. Hiernaast heeft zij nog meerdere rollen vertolkt in Sesame Street en is zij ook stemactrice voor tekenfilms van onder andere Cartoon Network.
Brill heeft ook voor televisie geacteerd en begon hiermee in 1974 met de serie How to Survive a Marriage. Hierna heeft zij nog meerdere rollen gespeeld in televisieseries en films zoals Being There (1979), Midnight Run (1988) en Law & Order (1990–2008).

## Filmografie

### Animatie/poppenspeelster

#### Films
Selectie:
- 1999 The Adventures of Elmo in Grouchland – als Zoë, Pestie, Miesje Mooi
- 1984 The Muppets Take Manhattan – als poppenspeelster
- 1984 My Little Pony: The Movie – als stem
- 1975 The Muppet Show: Sex and Violence – als receptioniste, Janice, Ohreally Bird
- 1970 The Great Santa Claus Switch – als Snerf

#### Televisieseries
Uitgezonderd eenmalige gastrollen.
- 1970 – 2021 Sesame Street – als Miesje Mooi, Zoë, Anything Muppets – 598 afl.
- 2007 – 2013 Play with Me Sesame – als Miesje Mooi, Zoë – 51 afl.
- 1996 - 1999 Brand Spanking New! Doug - als stem - 65 afl.
- 1996 - 1998 Big Bag - als Nina - 29 afl.
- 1992 - 1994 Doug - als Loretta LaQuigley / miss Elaine Perigrew - 36 afl.
- 1989 – 1990 The Jim Henson Hour – als Vicki, assistente van Merlin, Zondra, Louise – 9 afl.
- 1975 – 1976 Saturday Night Live – als Vazh (pop) – 4 afl.

### Televisie

#### Films
Selectie:
- 1991 What About Bob? – als Lily Marvin
- 1988 Midnight Run – als Dana Mardukas
- 1980 Look Back in Anger – als Helena Charles
- 1979 Being There – als Sally Hayes

#### Televisieseries
Uitgezonderd eenmalige gastrollen.
- 1997 Guiding Light - als Beverly - ? afl.
- 1974 - 1975 How to Survive a Marriage – als Fram Bachman – 334 afl.

- Biblioteca Nacional de España: XX4681088
- International Standard Name Identifier: 0000 0001 1849 4449
- Library of Congress Control Number: no00101558
- MusicBrainz: a6ba28d7-8d61-484a-ab1f-ec03d743746b
- Nationale Bibliotheek van Israël: 987007350194705171
- Virtual International Authority File: 169630938
- WorldCat: E39PBJxt3gVtPTqbPYDJ4WBtrq